# AubieSat-1
AubieSat-1 ist ein US-amerikanischer Technologieerprobungssatellit mit Cubesat-Architektur. Hauptzweck war die Erprobung zwei verschiedener Solarzellenumhüllungen und ihre Alterung im Weltraum über die Zeit. Dazu wurden die Batteriedaten über lange Zeit erfasst und analysiert, um das Verhalten von Batterien und Solarzellen unter Weltraumbedingungen zu erforschen und Rückschlüsse auf die Konstruktion weiterer Satelliten zu erhalten. Er wurde von Studenten der Auburn University gebaut.
Der Satellit wurde am 28. Oktober 2011 als Sekundärnutzlast mit einer Delta-II-Rakete in der Vandenberg Air Force Base gestartet. Da der Satellit im Amateurfunk-Frequenzbereich kommuniziert, erhielt nach dem erfolgreichen Start der Satellit zusätzlich die OSCAR-Nummer 71 zugewiesen.
Nach dem Start ergaben sich zunächst Kommunikationsprobleme, da offenbar eine der Antennen des Satelliten nicht entfaltet wurde. Das Problem konnte durch den Einsatz eines leistungsstärkeren Senders in der Bodenstation überwunden werden. Aubiesat-1 sendete mehrere Monate lang Messwerte der Solarzellenspannung.
Der Satellit sendete als Amateurfunksatellit unter dem Amateurfunkrufzeichen KI4NQO auf der Frequenz 437,475 MHz Telemetriedaten in Morsetelegrafie. Seine COSPAR-Bezeichnung ist 2011-061E.